# Save a Prayer
"Save a Prayer" é uma canção da banda inglesa de new wave Duran Duran. Faz parte do segundo álbum de estúdio da banda, intitulado Rio, lançado em 1982. Muito aclamada pela crítica e cultuada por fãs do mundo todo até hoje, é considerada uma das canções mais conhecidas da banda, assim como a faixa título do disco, "Hungry like the Wolf", "The Chauffeur" e "New Religion".
Foi um dos primeiros singles da banda, logo após "Planet Earth", "Girls on Film" e "Careless Memories", todas do álbum anterior.
A canção foi incluída na trilha sonora internacional de "Sol de Verão", de Manoel Carlos, exibida entre 1982 e 1983, pela Rede Globo. Na trama de Manoel Carlos, a canção foi tema do personagem "Miguel", interpretado por Mario Gomes.